# Света София (Киев)
Вижте пояснителната страница за други значения на Света София.
„Света София“ (на украински: Софійський собор; на руски: Софийский собор) е част от източноправославен манастирски комплекс в Киев. Тя е сред най-известните забележителности на столицата на Украйна.
Освен основната сграда на катедралата в комплекса се включват и редица други постройки като четириетажната 76-метрова кула с камбанария, Митрополитската резидения, църковна семинария, консистория и параклиси, наречени на светци-покровители.
Заедно с Киевско-Печорската лавра катедралата е първият обект на световното културно и природно наследство на ЮНЕСКО в Украйна, обявен за такъв през 1990 година. През 2011 година обектът минава от юрисдикцията на украинското Министерство на регионалното развитие към Министерството на културата. Сред причините е това, че от ЮНЕСКО определят тези 2 манастирски комплекса като един обект под закрила, а до онзи момент те се администрират от различни правителствени структури.

## История
Името на катедралата произлиза от датиращата от VІ век катедрала „Света София“ в Константинопол. В архитектурно отношение за модел на киевската „Света София“ може да е служила 13-куполната катедралата „Света София“ в Новгород, построена около 989 година.
Смята се, че катедралата е построена през 1011 година, по време на управлението на Владимир I, княз на Киевска Рус. Тези сведения на историчката Надя Никитенко, проучвала над 30 години катедралата, са приети в ЮНЕСКО и в Украйна, която официално отбелязва 1000-годишния юбилей на катедралата през 2011 година.
Катедралата има 5 кораба, 5 апсиди и 13 купола (необичайно за византийската архитектура). От 3 страни е заобиколена от двуетажни галерии. Интериорът включва мозайки и стенописи от XI век. В катедралата са погребани някои от киевските управници, включително Владимир II Мономах, Всеволод Ярославич, но до днес е оцелял само гробът на основателят на катедралата Ярослав I.
След плячкосването на Киев от Андрей Боголюбски от Владимирско-Суздалското княжество през 1169 година, последвано от нашествието на монголите през 1240 година, катедралата е занемарена. Отново е сериозно увредена през ХVІ век, когато Полша и Украйна правят опити да обединят католическата и православната си църкви. В този период катедралата е почти унищожена: покривът ѝ се срутва и много от стенописите са загубени. Вследствие от Брестката уния от 1595-1596 година катедралата „Света София“ става владение на украинската гръцка католическа църква.
През 1633 година молдовският православен митрополит Петър Могила предявява искания към катедралата. Могила нарежда да започнат възстановителни работи и горната част на сградата е построена наново по модел на италианския архитект Октавиано Манчини в специфичния украински баров стил, запазвайки непокътнат блясъка на византийския интериор. Работата продължава и под управлението на хетмана Иван Мазепа до 1767 година. През този период около „Света София“ са издигнати манастирска магерница, камбанария, митрополитска резиденция, западни порти, монашеска странноприемница, обител и семинария. Всички тези сгради заедно с катедралата, след извършената реконструкция, носят отличителните черти на украинския барок.
След Октомврийската революция година и по време на антирелигиозната кампания на СССР през 1920-те години правителствените планове са катедралата да се разруши и земите ѝ да се превърнат в парк „Героите от Перекоп“. Катедралата е спасена от разрушение основно благодарение на усилията на много учени и историци (разрушен е обаче намиращият се насреща златнокуполен манастир „Свети Михаил“). През 1934 година съветските власти конфискуват от Църквата земята под катедралата и прилежащия ѝ архитектурен комплекс от XVII-XVIII век, и го определят като архитектурно-исторически музей.
От края на 1980-те години съветските и впоследствие украинските политици обещават да върнат катедралата на Православната църква. В резултат на множество схизми и разколи в Църквата връщането се отлага и към момента представители на никое вероизповедание не изпълняват служби в катедралата. Комплексът функционира като светски музей на християнството в Украйна и повечето му посетители са туристи.
На 21 август 2007 година, катедралата „Света София“ е обявена за едно от Седемте чудеса на Украйна, на база гласуване на експерти и интернет общността.

## Стенописи
Интериорът на катедралата включва стенописи и мозайки от XI, XVII и XVIII век. Особено забележителни са мозайките, известни с богатата си тоналност от 177 нюанса върху златен фон. Сред тях най-видно място заема шестметровата мозайка на молещата се Дева Мария – Богородица Оранта, за чиято дреха са използвани елементи в 21 различни нюанса на синьото.